# Fälzelstreifen
Fälzelstreifen ist ein Begriff aus der Buchbinderei. Dabei handelt es sich um einen Streifen aus speziellem Papier, Schirting oder ähnlichem Gewebe bzw. textilem Verbundmaterial. Dieser wird vor dem Verbinden mit der Buchdecke zur Formstabilisierung auf den Buchrücken eines Buchblocks aufgeklebt.